# علامة الجزيرة الحزامية
علامة الجزيرة الحزاميَّة هي علامةٌ طبيَّة تُحدد في التصوير المقطعي بالإصدار البوزيتروني-فلوروديوكسي غلوكوز (FDG-PET) للدماغ، حيث يكون الأيض في القشرة الحزاميَّة محفوظًا. تُساعد هذه العلامة في تحديد الخرف المصحوب بأجسام ليوي وتمييزه عن مرض آلزهايمر وأنواع الخرف الأخرى.